# Girolamo Crescentini
Pour les articles homonymes, voir Crescentini.
Girolamo Crescentini, né à Urbania le 2 février 1762 et mort à Naples le 24 avril 1846, est un soprano italien. Il fut l'un des derniers castrats d'Italie.

## Biographie
Il fut l'élève du castrat Lorenzo Gibelli. Crescentini semble avoir été doté d'une voix puissante et claire, égale et souple.
Il débute à Padoue en 1782 dans Didone abbandonata de Sarti. Après avoir débuté à Rome en 1783, il chanta à Venise, à Milan, à Vienne, à Lisbonne et Londres. Il suscita un tel enthousiasme qu'on le surnomma l'« Orphée italien ». Il excella surtout dans les opéras Giulio Sabino, Romeo e Giulietta et Sémiramide. Il créa notamment Curiazio dans Gli Orazi e i Curiazi de Domenico Cimarosa et Romeo dans Giulietta e Romeo de Zingarelli dans laquelle il insère une page de sa composition "Ombra adorata aspetta" qui devient un titre populaire.
Napoléon Ier l'attira en France et le chanteur participe à la cérémonie du sacre impérial. À la suite d'une représentation de Roméo et Juliette, où Crescentini avait arraché des larmes à tout l'auditoire, il le nomma chevalier de la Couronne de fer.
En 1812, il renonce à la scène et il s'établit comme professeur de chant à Naples, où il eut notamment pour élèves Violante Camporese, Angelica Catalani, Isabella Colbran, Giuseppina Grassini, Alexis de Garaudé, Louise Albert-Himm, Giuseppe Curci, Giuditta Pasta, Raffaele Mirate et Adelaide Tosi. il dirige le Liceo musicale à partir de 1817.

### Travaux pédagogiques
Raccolta di esercizi per il canto all’uso del vocalizzo (1811, Parigi).
Exercices pour se perfectioner dans l’art du chant (Vienna).
25 nouvelles vocalises (Parigi).
Nuovi esercizi (Milano).
Solfeggi progressivi per soprano (Napoli).
Ultima e nuova raccolta di 24 solfeggi (Milano e Firenze).
Venti nuovi solfeggi inediti (Napoli).
Breve metodo di canto.
Esercizi di canto.
Esercizi per la vocalizzazione.
Metodo di canto, breve e ristretto.
Solfeggi per soprano.
6 canzoncine, per voce e fortepiano.
Duetti notturni, per soprano e basso continuo.